# Yul Jabour
Yul Jabour Tannous (Caracas, 20 de enero de 1970) es un político comunista y abogado egresado de la Universidad Central de Venezuela. Ingresó al Partido Comunista de Venezuela (PCV) en 1988, y actualmente es uno de sus máximos dirigentes, en el 2011 fue escogido como secretario de solidaridad internacional del buró político del comité central electo en el XIV Congreso del PCV y secretario de propaganda, agitación y medios de comunicación del buró político del comité central electo en el XV Congreso del PCV en el 2017. Es diputado a la Asamblea Nacional de Venezuela electo para el periodo 2016-2021 por el estado Yaracuy, y diputado al Parlamento Sudamericano.

## Carrera política

### Diputado al Parlamento Andino 2006-2011
Yul Jabour fue escogido como diputado principal por el Parlamento Andino, en las elecciones 
parlamentarias del 2005, respaldado por lo que más tarde sería conocido como Polo Patriótico.

### Diputado por el Estado Cojedes periodo 2011-2016
Yul Jabour resultó elegido como diputado suplente por el estado Cojedes en las elecciones 
parlamentarias del 2010, por el estado Cojedes respaldado por el Gran Polo Patriótico, 
posteriormente asumiría el cargo como principal, ya que la principal Erika Farías asumiría la 
candidatura a la gobernación del estado Cojedes. durante ese periodo presidió la Comisión Permanente de Política Exterior, Soberanía e 
Integración de la Asamblea Nacional.

### Diputado por el Estado Yaracuy periodo 2016-2021
Yul Jabour fue elegido como diputado principal en las elecciones parlamentarias de Venezuela en el 
año 2015, resultando electo por el estado Yaracuy para el periodo que inició el 5 de enero de 
2016 y culminará el 5 de enero de 2021. Jabour resultó elegido como primero de la lista con 
156.601 votos (50,71%), respaldado por el Gran Polo Patriótico, el cargo 
lo asumió el 5 de enero de 2016, fecha en que fue juramentada la Asamblea Nacional. Yul Jabour 
forma parte de la Comisión Permanente de Política Exterior, Soberanía e 
Integración de la Asamblea Nacional. Desde el 3 de febrero del año 2016 se 
desempeña como diputado al Parlamento Sudamericano ya que fue escogido para el cargo por la 
Asamblea Nacional de forma unánime. En el Parlasur pertenece a la Comisión de Derechos Humanos y Ciudadanía.
En 2016 del domingo 23 al jueves 27 de octubre, fue uno de los representantes de Venezuela en la 135ª Asamblea de la Unión Interparlamentaria Mundial celebrada en lugar en el Centro Internacional de Conferencias de Ginebra (CICG), en la ciudad de Ginebra, Suiza. Jabour es miembro de la Comisión de seguridad y paz de la UIP.